# Sara, die kleine Prinzessin

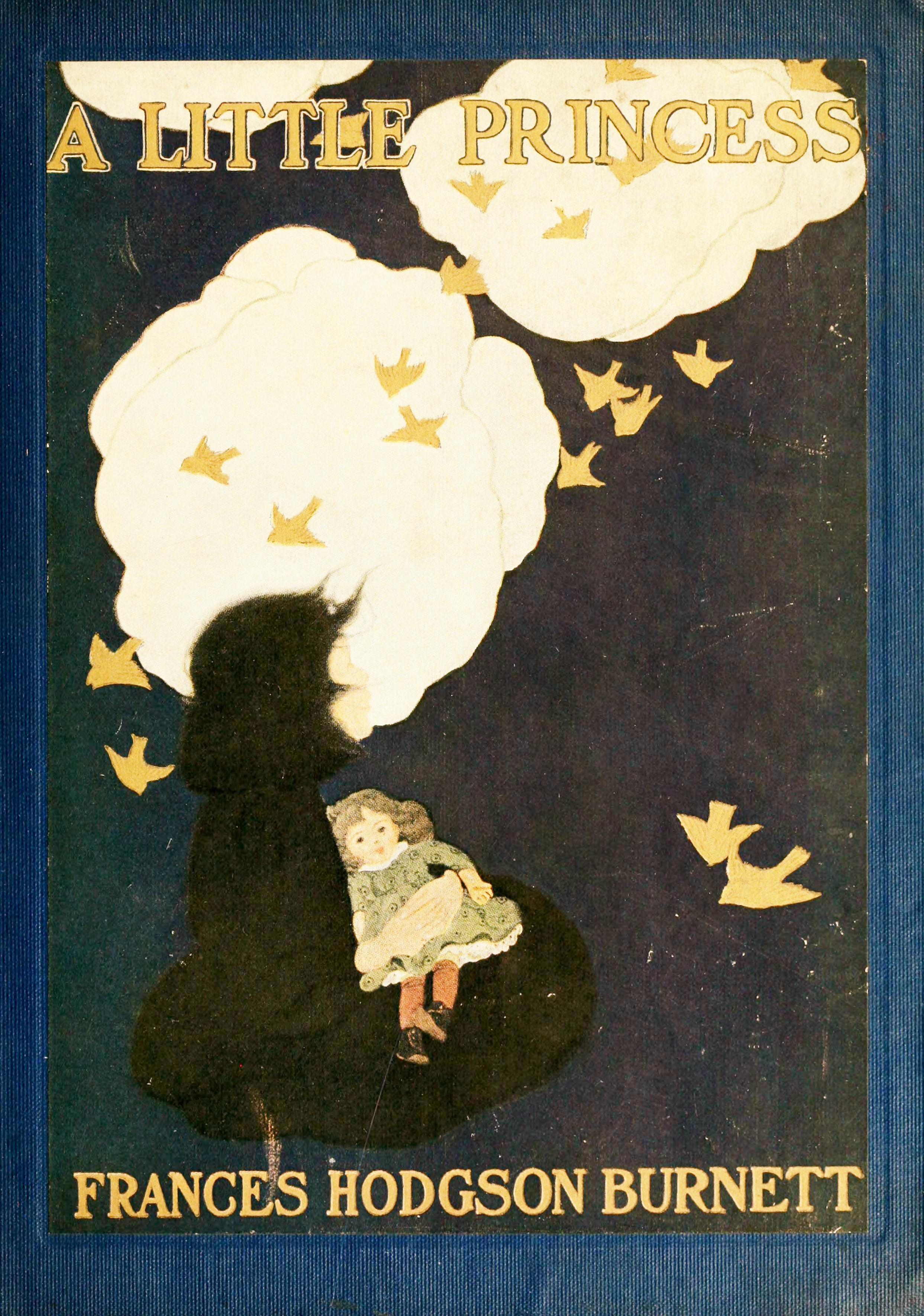
Buchumschlag der Erstausgabe

Sara, die kleine Prinzessin ist ein Roman für Kinder von Frances Hodgson Burnett. 1888, zwei Jahre nach dem Buch Der kleine Lord, brachte sie in der Jugendzeitschrift St. Nicholas den Fortsetzungsroman Sara Crewe oder Was geschah bei Miss Minchin heraus. Nach dem Erfolg der Serie veröffentlichte sie 1903 ein Theaterstück als Die kleine Prinzessin. 1905 folgte dann die Umsetzung zu einem erweiterten Roman A Little Princess (Die kleine Prinzessin. Die Geschichte von Sara Crewe), worin nun auch die Mitschülerinnen Lottie und Ermengarde, das Dienstmädchen Becky und die Ratte Melchisedec auftauchen. 
Das Buch wurde vielfach adaptiert, etwa 1985 als Anime Die kleine Prinzessin Sara, 1939 und 1995 als Kinofilm, sowie 1973 und 2009 als Fernseh-Miniserie.

## Inhalt
Sara Crewe wird im Alter von sieben Jahren von ihrem geliebten Vater aus Indien als Halbwaise nach England gebracht, wo sie im Mädcheninternat von Miss Minchin in London unterrichtet werden soll. Ihre Mutter war Französin und starb bei Saras Geburt. Im Internat findet Sara schnell Freunde: Sie schließt sich der pummeligen Ermengarde St. Johns (dt. Irmingard) an, der sie bei ihren Lernschwierigkeiten hilft. Außerdem wird sie die „Adoptivmutter“ der vierjährigen Lottie Legh, die sie mit viel Phantasie und Einfühlungsvermögen immer wieder beruhigen kann. Sara findet in dem Dienstmädchen Becky eine treue Freundin. Obwohl diese bitterarm ist, steht Sara ihr respektvoll gegenüber und macht keinen Unterschied, ob arm oder reich. Im Internat wird Sara wegen ihres Reichtums bevorzugt behandelt, was ihrem Charakter aber nicht schadet. Ihre Mitschülerin Lavinia hasst Sara jedoch, da sie neidisch ist. 
An ihrem elften Geburtstag bekommt sie die Nachricht, dass ihr Vater in Indien gestorben sei und angeblich von seinem alten Freund und Geschäftspartner betrogen wurde, weshalb er sein gesamtes Vermögen verloren hätte. Sara ist nun Waise, ohne jegliches Vermögen und irgendeinen Verwandten auf der Welt, der sie bei sich aufnehmen könnte. Miss Minchin lässt sie ohne Entgelt für sich arbeiten, mit der Begründung, sie habe große Ausgaben für Sara gehabt und gebe ihr nun großzügigerweise ein Dach über dem Kopf.
Sara fügt sich, nicht ohne Stolz. Sie bezieht die Dachkammer neben dem Dienstmädchen Becky. Ihre Phantasie, mit der sie sonst die schönsten Geschichten erfunden hat, lässt sie auch in der dunklen, kalten Kammer nicht im Stich. Das Einzige, was sie behalten durfte, ist ihre Puppe Emily, die ihr aber wenig Trost spenden kann. Zum Glück hat sie noch Becky. Die Mitschülerinnen Ermengarde und Lottie schleichen sich öfters in die Dachkammer; für sie und Becky erfindet Sara die Geschichte einer Gefangenen in der Bastille. Sie freundet sich mit den Spatzen und der Ratte Melchisedec an. Die Vorstellung, sie sei ein Soldat im Krieg oder eine Prinzessin, hilft ihr immer wieder, auf die Schelte und Ungerechtigkeit in ihrem jetzigen Alltag mit Höflichkeit und Respekt zu reagieren, was die Köchin und Miss Minchin nur noch mehr aufregt.
Dann bahnt sich, zunächst nur für den Leser, die Wende an: Im anliegenden Haus zieht ein Mr. Carrisford ein, ein kranker englischer Herr, der eine Zeit lang in Indien gelebt hat. Im benachbarten Dachboden, gleich neben Sara, wohnt nun ein indischer Diener Ram Dass (ein Laskare). Der Leser erfährt, dass der englische Herr der gute Freund und Geschäftspartner von Saras Vater war, der verzweifelt auf der Suche nach dem Kind ist, um ihm das Vermögen, das Sara zusteht, zu übergeben. Aufgrund seiner erfolglosen Suche – er vermutet sie in Paris und gar in Moskau – erholt er sich von seiner Krankheit nur schwer. Ram Dass macht ihm den Vorschlag, doch wenigstens etwas Gutes für das Mädchen nebenan zu tun. Als Ermengarde einmal Sara Essen bringen will, werden sie von Miss Minchin erwischt. Becky, die auch eingeladen worden ist, soll entlassen werden. Ermengarde bekommt Stubenarrest, und Sara soll am nächsten Tag nichts zu essen bekommen. In dieser Nacht bringt Ram Dass Essen und Decken über das Dach in das Zimmer der erschöpft schlafenden Sara, außerdem zündet er ein wärmendes Feuer im Kamin an. Ab dieser Nacht, durch den Zauber, der ihr im schlimmsten Augenblick half, gewinnt Sara neue Kraft, sie erlebt, dass in der nun gemütlichen Dachstube immer wieder für sie und Becky ein Abendessen steht und sie kann den Beschimpfungen von Miss Minchin und der Köchin mit einem Lächeln begegnen. Als der Affe des englischen Gentleman sich eines Nachts vor der ungewohnten englischen Kälte über das Dach in Saras Stube flüchtet, behält sie ihn bei sich, um ihn am anderen Morgen zurückzubringen.
Während des Gesprächs zwischen Sara und Mr. Carrisford stellt sich heraus, dass sie das Mädchen ist, nach dem er so verzweifelt gesucht hatte. Sara muss nicht mehr zurück ins Internat, und sie nimmt Becky als Dienstmädchen zu sich. Und auch der kranke Mr. Carrisford gesundet zusehends, weil ihm die schreckliche Last der Suche nach dem Kind seines Freundes abgenommen ist und Sara sein Herz erobert.

## Verfilmungen
- 1917 A Little Princess – stummer Kinofilm, USA 1917, mit Mary Pickford in der Hauptrolle
- 1939 Die kleine Prinzessin (The Little Princess) – Kinofilm, USA 1939, mit Shirley Temple in der Hauptrolle
- 1973 Die kleine Prinzessin – Miniserie, Großbritannien 1973
- 1985 Die kleine Prinzessin Sara – japanische Zeichentrickserie von Nippon Animation
- 1986 Sara, die kleine Prinzessin – Fernsehserie mit Amelia Shankley in der Hauptrolle
- 1995 Little Princess (A Little Princess)
- 2009 Shokojo Seira – Miniserie, Japan 10 Folgen.